# Referenda lokalne dotyczące projektu ustawy o ustroju m.st. Warszawy w 2017 roku
     Projekt ustawy zatwierdzony w referendum
     Projekt ustawy odrzucony w referendum
     Referendum nieważne ze względu na niską frekwencję
     Referendum wstrzymane przez wojewodę
     Referendum wstrzymane przez radę gminy

Projekt ustawy zatwierdzony w referendum
Projekt ustawy odrzucony w referendum
Referendum nieważne ze względu na niską frekwencję
Referendum wstrzymane przez wojewodę
Referendum wstrzymane przez radę gminy

Referenda lokalne dotyczące projektu ustawy o ustroju m.st. Warszawy w 2017 roku – przeprowadzone i planowane referenda lokalne w gminach, które zgodnie z poselskim projektem ustawy o ustroju m.st. Warszawy miały tworzyć metropolitalną jednostkę samorządu terytorialnego o nazwie „m.st. Warszawa”. 

## Przyczyny
30 stycznia 2017 grupa posłów na Sejm VIII kadencji należących do Klubu Parlamentarnego Prawo i Sprawiedliwość wniosła projekt ustawy o ustroju m.st. Warszawy. Projekt otrzymał numer druku sejmowego 1259. 1 lutego projekt został skierowany do I czytania na posiedzeniu Sejmu. Zakładał on powołanie metropolitalnej jednostki samorządu terytorialnego o nazwie „miasto stołeczne Warszawa”. Jednostka ta miała obejmować 33 gminy: Błonie, Brwinów, Góra Kalwaria, Grodzisk Mazowiecki, Halinów, Izabelin, Jabłonna, Józefów, Karczew, Kobyłka, Konstancin-Jeziorna, Legionowo, Lesznowola, Łomianki, Marki, Michałowice, Milanówek, Nadarzyn, Nieporęt, Otwock, Ożarów Mazowiecki, Piaseczno, Piastów, Pruszków, Raszyn, Stare Babice, Sulejówek, Warszawa, Wiązowna, Wieliszew, Wołomin, Ząbki i Zielonka. Projekt nie zakładał objęcia przez nową jednostkę metropolitalną gminy miejskiej Podkowa Leśna, choć jednostka ta miała obejmować terytoria wszystkich gmin graniczących z Podkową Leśną.
Zwolennicy projektu ustawy twierdzili, iż pozwoli ona usunąć bariery w rozwoju funkcji metropolitalnych aglomeracji warszawskiej, m.in. poprzez koordynację zarządzania na poziomie metropolitalnym w dziedzinie transportu publicznego i zagospodarowania przestrzennego. Jego przeciwnicy zarzucali mu m.in. wielokrotne różnice pomiędzy liczbami mieszkańców poszczególnych jednomandatowych okręgów wyborczych, w których mieli być wybierani członkowie Rady m.st. Warszawy, pozbawienie mieszkańców gminy Warszawa decydującego wpływu na wybór Prezydenta m.st. Warszawy, który, pomimo bycia wybieranym w bezpośrednich wyborach przez wszystkich mieszkańców metropolii, miał pełnić także rolę burmistrza gminy Warszawa oraz niejasny podział kompetencji pomiędzy gminy i władze metropolii. Prezydent m.st. Warszawy Hanna Gronkiewicz-Waltz oraz komentatorzy i politycy opozycyjni wobec rządu Prawa i Sprawiedliwości zarzucili autorom projektu, będącym posłami rządzącej partii, próbę przejęcia władzy w samorządzie warszawskim za pomocą ustawy dzięki rozszerzeniu prawa do wybierania Prezydenta oraz członków Rady m.st. Warszawy na mieszkańców okolicznych gmin, w których Prawo i Sprawiedliwość uzyskało w poprzedzających zgłoszenie projektu wyborach parlamentarnych w 2015 roku i samorządowych w 2014 roku znacznie lepsze wyniki niż na obszarze Warszawy.
28 kwietnia 2017 będący przedmiotem sporu poselski projekt ustawy o ustroju miasta stołecznego Warszawy został wycofany z Sejmu przed planowanym I czytaniem.

## Referenda
Referenda lokalne zarządzono w 21 gminach, z czego w 6 gminach referendum odbyło się, w 14 gminach referendum zostało wstrzymane przez radę gminy po wycofaniu projektu ustawy z Sejmu, a w 1 gminie referendum zostało wstrzymane rozstrzygnięciem nadzorczym Wojewody Mazowieckiego i nie zostało zarządzone ponownie. Spośród 6 przeprowadzonych referendów cztery referenda były ważne, a ich uczestnicy odrzucili projekt ustawy, zaś dwa referenda były nieważne ze względu na zbyt niską frekwencję. 
| Gmina                    | Data zarządzenia | Typ referendum                             | Data głosowania | Wynik referendum                                      |
| ------------------------ | ---------------- | ------------------------------------------ | --------------- | ----------------------------------------------------- |
| Warszawa                 | 6 lutego 2017    | referendum gminne                          | 26 marca 2017   | wstrzymane rozstrzygnięciem nadzorczym wojewody       |
| Legionowo                | 8 lutego 2017    | referendum gminne                          | 26 marca 2017   | Nie – 94,27%; ważne                                   |
| Podkowa Leśna            | 7 lutego 2017    | referendum gminne                          | 2 kwietnia 2017 | wstrzymane rozstrzygnięciem nadzorczym wojewody       |
| Nieporęt                 | 31 marca 2017    | referendum gminne                          | 14 maja 2017    | Nie – 96,09%; ważne                                   |
| Konstancin-Jeziorna      | 10 kwietnia 2017 | referendum gminne                          | 28 maja 2017    | Nie – 96,94%; nieważne                                |
| Błonie                   | 10 kwietnia 2017 | referendum gminne                          | 4 czerwca 2017  | wstrzymane uchwałą rady miejskiej                     |
| Michałowice              | 12 kwietnia 2017 | referendum gminne                          | 4 czerwca 2017  | wstrzymane uchwałą rady gminy                         |
| Wieliszew                | 12 kwietnia 2017 | referendum gminne                          | 4 czerwca 2017  | Nie – 95,04%; nieważne                                |
| Stare Babice             | 13 kwietnia 2017 | referendum gminne                          | 4 czerwca 2017  | wstrzymane uchwałą rady gminy                         |
| Ożarów Mazowiecki        | 13 kwietnia 2017 | referendum gminne                          | 4 czerwca 2017  | Nie – 95,58%; ważne                                   |
| Izabelin                 | 19 kwietnia 2017 | referendum gminne                          | 4 czerwca 2017  | wstrzymane uchwałą rady gminy                         |
| Józefów                  | 19 kwietnia 2017 | referendum gminne z inicjatywy mieszkańców | 4 czerwca 2017  | wstrzymane uchwałą rady miasta                        |
| Piaseczno                | 19 kwietnia 2017 | referendum gminne                          | 4 czerwca 2017  | wstrzymane uchwałą rady miejskiej                     |
| Milanówek                | 20 kwietnia 2017 | referendum gminne                          | 4 czerwca 2017  | wstrzymane uchwałą rady miasta                        |
| Podkowa Leśna (ponownie) | 20 kwietnia 2017 | referendum gminne z inicjatywy mieszkańców | 4 czerwca 2017  | Sprawa 1: Tak – 98,28%; Sprawa 2: Tak – 95,69%; ważne |
| Brwinów                  | 24 kwietnia 2017 | referendum gminne                          | 4 czerwca 2017  | wstrzymane uchwałą rady miejskiej                     |
| Wiązowna                 | 24 kwietnia 2017 | referendum gminne                          | 4 czerwca 2017  | wstrzymane uchwałą rady gminy                         |
| Grodzisk Mazowiecki      | 26 kwietnia 2017 | referendum gminne                          | 4 czerwca 2017  | wstrzymane uchwałą rady miejskiej                     |
| Karczew                  | 27 kwietnia 2017 | referendum gminne                          | 4 czerwca 2017  | wstrzymane uchwałą rady miejskiej                     |
| Pruszków                 | 27 kwietnia 2017 | referendum gminne                          | 4 czerwca 2017  | wstrzymane uchwałą rady miejskiej                     |
| Piastów                  | 24 kwietnia 2017 | referendum gminne                          | 11 czerwca 2017 | wstrzymane uchwałą rady miejskiej                     |
| Lesznowola               | 26 kwietnia 2017 | referendum gminne                          | 11 czerwca 2017 | wstrzymane uchwałą rady gminy                         |

## Przebieg i wyniki referendów

### Warszawa
6 lutego 2017 Rada Miasta Stołecznego Warszawy przyjęła uchwałę zarządzającą przeprowadzenie referendum gminnego 26 marca 2017. Ustalono następującą treść pytania referendalnego:

Czy jest Pan/Pani za zmianą granic Miasta Stołecznego Warszawy poprzez dołączenie kilkudziesięciu sąsiednich gmin?

Uchwała została unieważniona rozstrzygnięciem nadzorczym Wojewody Mazowieckiego wydanym 9 marca 2017, a przeprowadzenie referendum zostało wstrzymane. 14 marca Rada Miasta Stołecznego Warszawy przyjęła uchwałę o wniesieniu skargi do sądu administracyjnego na rozstrzygnięcie nadzorcze. Wojewódzki Sąd Administracyjny w Warszawie wyrokiem z dnia 25 maja oddalił skargę.

### Legionowo
8 lutego 2017 Rada Miasta Legionowo przyjęła uchwałę zarządzającą przeprowadzenie referendum gminnego 26 marca 2017. Ustalono następującą treść pytania referendalnego:

Czy jest Pan/Pani za tym, żeby m.st. Warszawa, jako metropolitalna jednostka samorządu terytorialnego, objęła Gminę Miejską Legionowo?

Głosowanie odbyło się 26 marca 2017, a jego wyniki zostały ustalone 27 marca. Frekwencja przekroczyła wymagany ustawowo próg, a referendum zostało uznane za ważne. 
| Odpowiedź                                                | Głosów | Głosów |
| Odpowiedź                                                | Liczba | %      |
| -------------------------------------------------------- | ------ | ------ |
| Tak                                                      | 1 081  | 5,73   |
| Nie                                                      | 17 793 | 94,27  |
| Głosy ważne                                              | 18 874 | 99,03  |
| Głosy nieważne                                           | 185    | 0,97   |
| Razem                                                    | 19 059 | 100,00 |
| Liczba uprawnionych                                      | 40 786 | 40 786 |
| Frekwencja                                               | 46,73  | 46,73  |
| Frekwencja wymagana                                      | 30,00  | 30,00  |
| Źródło: Miejska Komisja do spraw Referendum w Legionowie |        |        |

### Podkowa Leśna
7 lutego 2017 Rada Miasta Podkowa Leśna przyjęła uchwałę zarządzającą przeprowadzenie referendum gminnego 2 kwietnia 2017. Ustalono następującą treść pytania referendalnego:

Czy jest Pan/Pani za dołączeniem Miasta Podkowa Leśna do Miasta Stołecznego Warszawy?

Uchwała została unieważniona rozstrzygnięciem nadzorczym Wojewody Mazowieckiego wydanym 9 marca 2017, a przeprowadzenie referendum zostało wstrzymane. 30 marca Rada Miasta Podkowa Leśna przyjęła uchwałę o wniesieniu skargi do sądu administracyjnego na rozstrzygnięcie nadzorcze.
20 kwietnia 2017 Rada Miasta Podkowa Leśna przyjęła uchwałę zarządzającą przeprowadzenie referendum gminnego z inicjatywy mieszkańców 4 czerwca 2017. Ustalono następującą treść pytań referendalnych:

1. Czy jesteś za utrzymaniem samodzielności Podkowy Leśnej jako odrębnej jednostki samorządu terytorialnego z dotychczasowymi kompetencjami samorządowymi?

2. Czy jesteś za tym, aby Podkowa Leśna na zasadzie dobrowolności zacieśniała w interesie mieszkańców współpracę z samorządami Warszawy i otaczających ją gmin?

Głosowanie odbyło się 4 czerwca 2017, a jego wyniki zostały ustalone 5 czerwca. Frekwencja przekroczyła wymagany ustawowo próg, a referendum zostało uznane za ważne. 
| Odpowiedź                                                     | Sprawa 1 | Sprawa 1 | Sprawa 2 | Sprawa 2 |
| Odpowiedź                                                     | Głosów   | Głosów   | Głosów   | Głosów   |
| Odpowiedź                                                     | Liczba   | %        | Liczba   | %        |
| ------------------------------------------------------------- | -------- | -------- | -------- | -------- |
| Tak                                                           | 1 312    | 98,28    | 1 264    | 95,69    |
| Nie                                                           | 23       | 1,72     | 57       | 4,31     |
| Głosy ważne                                                   | 1 335    | 98,60    | 1 321    | 97,56    |
| Głosy nieważne                                                | 19       | 1,40     | 33       | 2,44     |
| Razem                                                         | 1 354    | 100,00   | 1 354    | 100,00   |
| Liczba uprawnionych                                           | 3 206    | 3 206    | 3 206    | 3 206    |
| Frekwencja                                                    | 42,30    | 42,30    | 42,30    | 42,30    |
| Frekwencja wymagana                                           | 30,00    | 30,00    | 30,00    | 30,00    |
| Źródło: Miejska Komisja do spraw Referendum w Podkowie Leśnej |          |          |          |          |

### Nieporęt
31 marca 2017 Rada Gminy Nieporęt przyjęła uchwałę zarządzającą przeprowadzenie referendum gminnego 14 maja 2017. Ustalono następującą treść pytania referendalnego:

Czy jest Pan/Pani za tym, żeby m.st. Warszawa, jako metropolitalna jednostka samorządu terytorialnego, objęła Gminę Nieporęt?

Głosowanie odbyło się 14 maja 2017, a jego wyniki zostały ustalone tego samego dnia. Frekwencja przekroczyła wymagany ustawowo próg, a referendum zostało uznane za ważne. 
| Odpowiedź                                               | Głosów | Głosów |
| Odpowiedź                                               | Liczba | %      |
| ------------------------------------------------------- | ------ | ------ |
| Tak                                                     | 170    | 3,91   |
| Nie                                                     | 4 173  | 96,09  |
| Głosy ważne                                             | 4 343  | 98,68  |
| Głosy nieważne                                          | 58     | 1,32   |
| Razem                                                   | 4 401  | 100,00 |
| Liczba uprawnionych                                     | 11 142 | 11 142 |
| Frekwencja                                              | 39,50  | 39,50  |
| Frekwencja wymagana                                     | 30,00  | 30,00  |
| Źródło: Gminna Komisja do spraw Referendum w Nieporęcie |        |        |

### Konstancin-Jeziorna
10 kwietnia 2017 Rada Miejska Konstancin-Jeziorna przyjęła uchwałę zarządzającą przeprowadzenie referendum gminnego 28 maja 2017. Ustalono następującą treść pytania referendalnego:

Czy jest Pan/Pani za tym, żeby m.st. Warszawa, jako metropolitalna jednostka samorządu terytorialnego, objęła Gminę Konstancin-Jeziorna?

Głosowanie odbyło się 28 maja 2017, a jego wyniki zostały ustalone tego samego dnia. Frekwencja nie przekroczyła wymaganego ustawowo progu, a referendum zostało uznane za nieważne. 
| Odpowiedź                                                           | Głosów | Głosów |
| Odpowiedź                                                           | Liczba | %      |
| ------------------------------------------------------------------- | ------ | ------ |
| Tak                                                                 | 172    | 3,06   |
| Nie                                                                 | 5 447  | 96,94  |
| Głosy ważne                                                         | 5 619  | 99,10  |
| Głosy nieważne                                                      | 51     | 0,90   |
| Razem                                                               | 5 670  | 100,00 |
| Liczba uprawnionych                                                 | 19 332 | 19 332 |
| Frekwencja                                                          | 29,33  | 29,33  |
| Frekwencja wymagana                                                 | 30,00  | 30,00  |
| Źródło: Gminna Komisja do spraw Referendum w Konstancinie-Jeziornie |        |        |

### Błonie
10 kwietnia 2017 Rada Miejska w Błoniu przyjęła uchwałę zarządzającą przeprowadzenie referendum gminnego 4 czerwca 2017. Ustalono następującą treść pytania referendalnego:

Czy jest Pan/Pani za tym, żeby m.st. Warszawa, jako metropolitalna jednostka samorządu terytorialnego, objęła Gminę Błonie?

8 maja 2017, po wycofaniu z Sejmu projektu ustawy, Rada Miejska w Błoniu przyjęła uchwałę uchylającą uchwałę zarządzającą przeprowadzenie referendum gminnego. 

### Michałowice
12 kwietnia 2017 Rada Gminy Michałowice przyjęła uchwałę zarządzającą przeprowadzenie referendum gminnego 4 czerwca 2017. Ustalono następującą treść pytania referendalnego:

Czy jest Pan/Pani za tym, żeby m.st. Warszawa, jako metropolitalna jednostka samorządu terytorialnego, objęła Gminę Michałowice?

9 maja 2017, po wycofaniu z Sejmu projektu ustawy, Rada Gminy Michałowice przyjęła uchwałę uchylającą uchwałę zarządzającą przeprowadzenie referendum gminnego. 

### Wieliszew
12 kwietnia 2017 Rada Gminy Wieliszew przyjęła uchwałę zarządzającą przeprowadzenie referendum gminnego 4 czerwca 2017. Ustalono następującą treść pytania referendalnego:

Czy jest Pan/Pani za tym, żeby m.st. Warszawa, jako metropolitalna jednostka samorządu terytorialnego, objęła Gminę Wieliszew?

Głosowanie odbyło się 4 czerwca 2017, a jego wyniki zostały ustalone tego samego dnia. Frekwencja nie przekroczyła wymaganego ustawowo progu, a referendum zostało uznane za nieważne. 
| Odpowiedź                                                | Głosów | Głosów |
| Odpowiedź                                                | Liczba | %      |
| -------------------------------------------------------- | ------ | ------ |
| Tak                                                      | 127    | 4,96   |
| Nie                                                      | 2 434  | 95,04  |
| Głosy ważne                                              | 2 561  | 98,73  |
| Głosy nieważne                                           | 33     | 1,27   |
| Razem                                                    | 2 594  | 100,00 |
| Liczba uprawnionych                                      | 10 355 | 10 355 |
| Frekwencja                                               | 25,05  | 25,05  |
| Frekwencja wymagana                                      | 30,00  | 30,00  |
| Źródło: Gminna Komisja do spraw Referendum w Wieliszewie |        |        |

### Stare Babice
13 kwietnia 2017 Rada Gminy Stare Babice przyjęła uchwałę zarządzającą przeprowadzenie referendum gminnego 4 czerwca 2017. Ustalono następującą treść pytania referendalnego:

Czy jest Pan/Pani za tym, żeby m.st. Warszawa, jako metropolitalna jednostka samorządu terytorialnego, objęła Gminę Stare Babice?

11 maja 2017, po wycofaniu z Sejmu projektu ustawy, Rada Gminy Stare Babice przyjęła uchwałę odwołującą zarządzone referendum gminne.

### Ożarów Mazowiecki
13 kwietnia 2017 Rada Miejska w Ożarowie Mazowieckim przyjęła uchwałę zarządzającą przeprowadzenie referendum gminnego 4 czerwca 2017. Ustalono następującą treść pytania referendalnego:

Czy jest Pan/Pani za tym, żeby m.st. Warszawa, jako metropolitalna jednostka samorządu terytorialnego, objęła Gminę Ożarów Mazowiecki?

Głosowanie odbyło się 4 czerwca 2017, a jego wyniki zostały ustalone tego samego dnia. Frekwencja przekroczyła wymagany ustawowo próg, a referendum zostało uznane za ważne. 
| Odpowiedź                                                          | Głosów | Głosów |
| Odpowiedź                                                          | Liczba | %      |
| ------------------------------------------------------------------ | ------ | ------ |
| Tak                                                                | 279    | 4,42   |
| Nie                                                                | 6 039  | 95,58  |
| Głosy ważne                                                        | 6 318  | 99,06  |
| Głosy nieważne                                                     | 60     | 0,94   |
| Razem                                                              | 6 378  | 100,00 |
| Liczba uprawnionych                                                | 17 881 | 17 881 |
| Frekwencja                                                         | 35,67  | 35,67  |
| Frekwencja wymagana                                                | 30,00  | 30,00  |
| Źródło: Miejska Komisja do spraw Referendum w Ożarowie Mazowieckim |        |        |

### Izabelin
19 kwietnia 2017 Rada Gminy Izabelin przyjęła uchwałę zarządzającą przeprowadzenie referendum gminnego 4 czerwca 2017. Ustalono następującą treść pytania referendalnego:

Czy jest Pan/Pani za tym, żeby m.st. Warszawa, jako metropolitalna jednostka samorządu terytorialnego, objęła Gminę Izabelin?

10 maja 2017, po wycofaniu z Sejmu projektu ustawy, Rada Gminy Izabelin przyjęła uchwałę odwołującą zarządzone referendum gminne.

### Józefów
19 kwietnia 2017 Rada Miasta Józefowa przyjęła uchwałę zarządzającą przeprowadzenie referendum gminnego z inicjatywy mieszkańców 4 czerwca 2017. Ustalono następującą treść pytania referendalnego:

Czy jest Pan/Pani za tym, żeby m.st. Warszawa, jako metropolitalna jednostka samorządu terytorialnego, objęła Gminę Miejską Józefów?

10 maja 2017, po wycofaniu z Sejmu projektu ustawy, Rada Miasta Józefowa przyjęła uchwałę uchylającą uchwałę zarządzającą przeprowadzenie referendum gminnego z inicjatywy mieszkańców. 

### Piaseczno
19 kwietnia 2017 Rada Miejska w Piasecznie przyjęła uchwałę zarządzającą przeprowadzenie referendum gminnego 4 czerwca 2017. Ustalono następującą treść pytania referendalnego:

Czy jest Pan/Pani za tym, żeby m.st. Warszawa, jako metropolitalna jednostka samorządu terytorialnego, objęła Gminę Piaseczno?

10 maja 2017, po wycofaniu z Sejmu projektu ustawy, Rada Miejska w Piasecznie przyjęła uchwałę uchylającą uchwałę zarządzającą przeprowadzenie referendum gminnego. 

### Milanówek
20 kwietnia 2017 Rada Miasta Milanówka przyjęła uchwałę zarządzającą przeprowadzenie referendum gminnego 4 czerwca 2017. Ustalono następującą treść pytania referendalnego:

Czy jest Pan/Pani za tym, żeby m.st. Warszawa, jako metropolitalna jednostka samorządu terytorialnego, objęła Miasto Milanówek?

8 maja 2017, po wycofaniu z Sejmu projektu ustawy, Rada Miasta Milanówka przyjęła uchwałę uchylającą uchwałę zarządzającą przeprowadzenie referendum gminnego. 

### Brwinów
24 kwietnia 2017 Rada Miejska w Brwinowie przyjęła uchwałę zarządzającą przeprowadzenie referendum gminnego 4 czerwca 2017. Ustalono następującą treść pytania referendalnego:

Czy jest Pan/Pani za tym, żeby m.st. Warszawa, jako metropolitalna jednostka samorządu terytorialnego, objęła Gminę Brwinów?

10 maja 2017, po wycofaniu z Sejmu projektu ustawy, Rada Miejska w Brwinowie przyjęła uchwałę uchylającą uchwałę zarządzającą przeprowadzenie referendum gminnego. 

### Wiązowna
24 kwietnia 2017 Rada Gminy Wiązowna przyjęła uchwałę zarządzającą przeprowadzenie referendum gminnego 4 czerwca 2017. Ustalono następującą treść pytania referendalnego:

Czy jest Pan/Pani za tym, żeby m.st. Warszawa, jako metropolitalna jednostka samorządu terytorialnego, objęła Gminę Wiązowna?

12 maja 2017, po wycofaniu z Sejmu projektu ustawy, Rada Gminy Wiązowna przyjęła uchwałę uchylającą uchwałę zarządzającą przeprowadzenie referendum gminnego. 

### Grodzisk Mazowiecki
26 kwietnia 2017 Rada Miejska w Grodzisku Mazowieckim przyjęła uchwałę zarządzającą przeprowadzenie referendum gminnego 4 czerwca 2017. Ustalono następującą treść pytania referendalnego:

Czy jest Pan/Pani za tym, żeby m.st. Warszawa, jako metropolitalna jednostka samorządu terytorialnego, objęła Gminę Grodzisk Mazowiecki?

8 maja 2017, po wycofaniu z Sejmu projektu ustawy, Rada Miejska w Grodzisku Mazowieckim przyjęła uchwałę uchylającą uchwałę zarządzającą przeprowadzenie referendum gminnego. 

### Karczew
27 kwietnia 2017 Rada Miejska w Karczewie przyjęła uchwałę zarządzającą przeprowadzenie referendum gminnego 4 czerwca 2017. Ustalono następującą treść pytania referendalnego:

Czy jest Pan/Pani za tym, żeby m.st. Warszawa, jako metropolitalna jednostka samorządu terytorialnego, objęła Gminę Karczew?

10 maja 2017, po wycofaniu z Sejmu projektu ustawy, Rada Miejska w Karczewie przyjęła uchwałę uchylającą uchwałę zarządzającą przeprowadzenie referendum gminnego. 

### Pruszków
27 kwietnia 2017 Rada Miejska w Pruszkowie przyjęła uchwałę zarządzającą przeprowadzenie referendum gminnego 4 czerwca 2017. Ustalono następującą treść pytania referendalnego:

Czy jest Pan/Pani za tym, żeby m.st. Warszawa, jako metropolitalna jednostka samorządu terytorialnego, objęła Gminę Pruszków?

10 maja 2017, po wycofaniu z Sejmu projektu ustawy, Rada Miejska w Pruszkowie przyjęła uchwałę uchylającą uchwałę zarządzającą przeprowadzenie referendum gminnego. 

### Piastów
24 kwietnia 2017 Rada Miejska w Piastowie przyjęła uchwałę zarządzającą przeprowadzenie referendum gminnego 11 czerwca 2017. Ustalono następującą treść pytania referendalnego:

Czy jest Pan/Pani za tym, żeby m.st. Warszawa, jako metropolitalna jednostka samorządu terytorialnego, objęła Gminę Miejską Piastów?

23 maja 2017, po wycofaniu z Sejmu projektu ustawy, Rada Miejska w Piastowie przyjęła uchwałę uchylającą uchwałę zarządzającą przeprowadzenie referendum gminnego. 

### Lesznowola
26 kwietnia 2017 Rada Gminy Lesznowola przyjęła uchwałę zarządzającą przeprowadzenie referendum gminnego 11 czerwca 2017. Ustalono następującą treść pytania referendalnego:

Czy jest Pan/Pani za tym, żeby m.st. Warszawa, jako metropolitalna jednostka samorządu terytorialnego, objęła Gminę Lesznowola?

12 maja 2017, po wycofaniu z Sejmu projektu ustawy, Rada Gminy Lesznowola przyjęła uchwałę uchylającą uchwałę zarządzającą przeprowadzenie referendum gminnego. 

### Pozostałe gminy
Przed wycofaniem projektu ustawy z Sejmu rozważane było też przeprowadzenie referendów lokalnych w gminach Marki i Raszyn, a także ponowne zarządzenie referendum w Warszawie.